# 黑刺骨螺
黑刺骨螺（学名：Murex nigrispinosus），是新腹足目骨螺科骨螺属的一种。主要分布于印度尼西亚，常栖息在沿岸。